# Patrija
Patrija (v srbské cyrilici Патрија) je obchodní dům, který se nachází v centru města Prijedor v Bosně a Hercegovině. 

## Historie
Brutalistický obchodní dům vznikl v severobosenském městě v druhé polovině 70. let 20. století. Slavnostně byl otevřen v roce 1979, ve své době byl nejmodernější a nejlépe vybavený obchodní dům ve městě. Stavba se stala symbolem města a byla dokonce vyobrazena na dobových pohlednicích Prijedoru. Nacházely se zde první eskalátory ve městě. Pracovalo zde 150 lidí.
Hladké fungování obchodního domu přerušila až válka, ekonomická transformace a následné ekonomické problémy společnosti Trgoprodaja. Na začátku 21. století byla budova uzavřena a často do ní vnikali bezdomovci. Budoucnost stavby byla dlouhodobě obtížně řešitelná vzhledem k majetkovým sporům. V roce 2018 byla následně prodána soukromému investorovi se záměrem kompletní obnovy, přestavby a modernizace stavby. Původně dvoupatrový objekt se má v souvislosti s rekonstrukcí náměstí zcela změnit; zvýší se o další dvě podlaží.